# Bar (unité)
Pour les articles homonymes, voir bar.
Le bar, de symbole identique (bar), est une unité de pression exactement égale à 100 000 pascals. Le bar présente l'intérêt d'être voisin de l'atmosphère (de symbole atm), une unité basée sur la pression atmosphérique moyenne à la surface de la mer (1 atm = 101 325 Pa). Le bar ne fait pas partie du Système international mais dérive de la barye, l'unité de pression du système CGS (1 bar = 106 baryes).

## Origine et étymologie
Le mot provient du grec ancien βαρύς / barús qui signifie « lourd ».

## Pluriels du nom et du symbole
Alors que le nom « bar » de l'unité s'accorde au pluriel (« la pression est mesurée en bars »), le symbole « bar » est invariable, comme le sont tous les symboles d'unités. Il en est de même pour les multiples et sous-multiples : pression mesurée en millibars ou en mbar. Les écritures suivantes sont possibles : 2 bars ou 2 bar, 1013 millibars ou 1 013 mbar.

## Conversion d'unités
Un bar vaut 105 pascals (soit 100 kPa ou 0,1 MPa) ou encore 100 kilonewtons par mètre carré (100 kN/m2 = 100 kPa) donc aussi 10 newtons par centimètre carré (1 daN/cm2).
De manière abusive, on considère qu'un bar vaut un kilogramme-force par centimètre carré (kgf/cm2). Ce n'est qu'une approximation vraie à 2 % près, soit la différence entre le décanewton (10 N) et le kilogramme-force (9,806 65 N).
Une unité de pression anglo-saxonne est la livre-force par pouce carré (en abrégé psi, de l'anglais pound-force per square inch). 100 psi = 6,89 bar.
| bars (bar)      | pascals (Pa) | mégapascals (MPa) | atmosphères (atm) | torrs, millimètres de mercure (Torr, mmHg) | kilogrammes-force par centimètre carré (kgf cm−2) | livres-force par pouce carré (psi) |
| --------------- | ------------ | ----------------- | ----------------- | ------------------------------------------ | ------------------------------------------------- | ---------------------------------- |
| 1               | 105          | 0,1               | 0,986 923         | 750,061                                    | 1,019 72                                          | 14,503 8                           |
| 10−5            | 1            | 10−6              | 9,869 23 × 10−6   | 7,500 61 × 10−3                            | 1,019 72 × 10−5                                   | 1,450 38 × 10−4                    |
| 10              | 106          | 1                 | 9,869 23          | 7 500,61                                   | 10,197 2                                          | 145,038                            |
| 1,013 25        | 101 325      | 0,101 325         | 1                 | 760                                        | 1,033 23                                          | 14,696 0                           |
| 1,333 22 × 10−3 | 133,322      | 1,333 22 × 10−4   | 1,315 79 × 10−3   | 1                                          | 1,359 52 × 10−2                                   | 1,933 68 × 10−2                    |
| 0,980 661       | 98 066,1     | 9,806 61 × 10−2   | 0,967 839         | 742,873                                    | 1                                                 | 14,223 3                           |
| 6,894 74 × 10−2 | 6 894,74     | 6,894 74 × 10−3   | 6,804 57 × 10−2   | 51,714 9                                   | 7,030 72 × 10−2                                   | 1                                  |

## Bar absolu et bar relatif

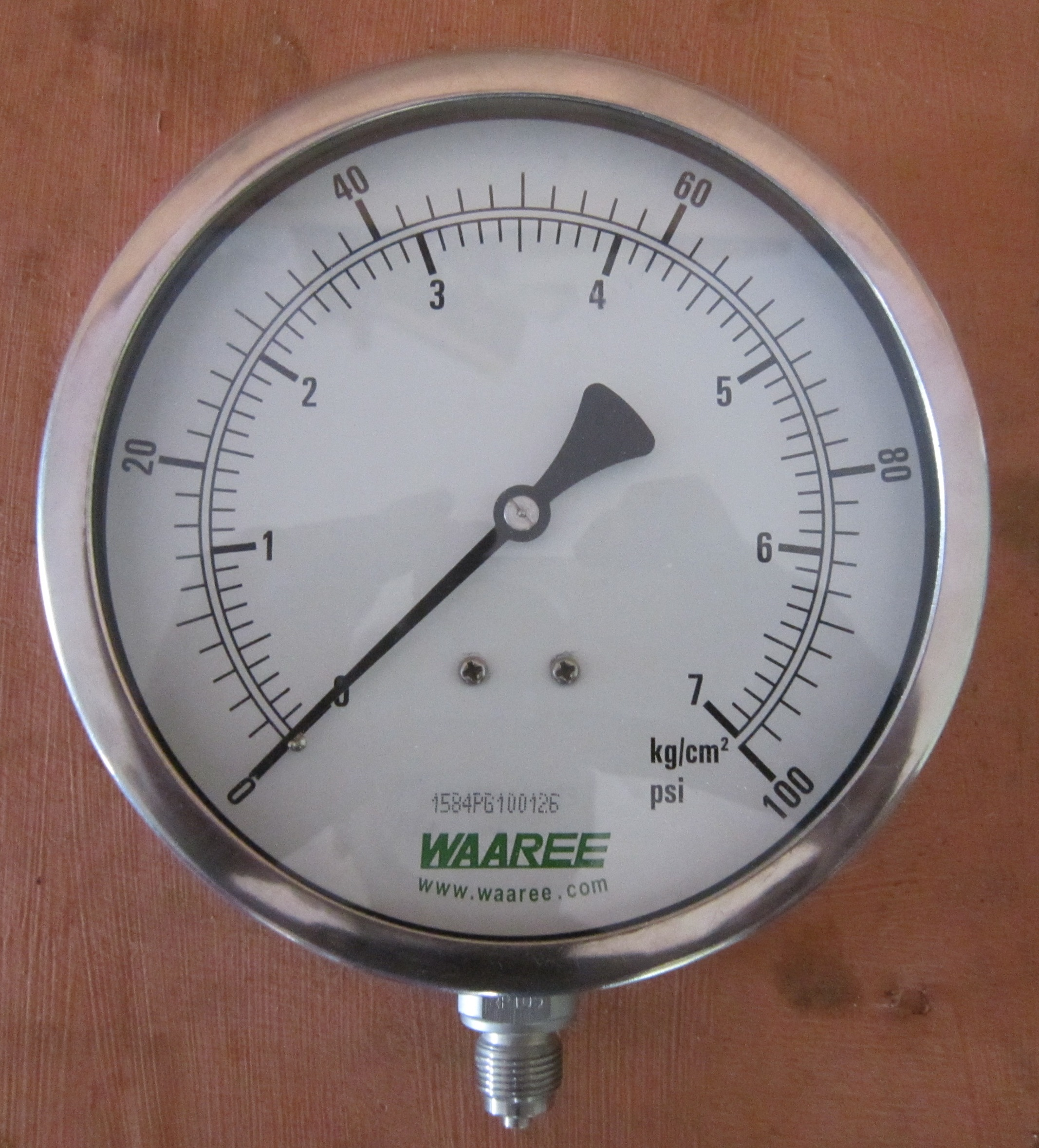
Ce manomètre indique 0 kg/cm2, c'est-à-dire la pression atmosphérique en pression relative, et non le vide absolu.

Le « bar absolu » (symbole bar abs. ou barA) est une échelle de pression dont le zéro correspond au vide parfait. Le « bar relatif » (symbole bar rel. ou barR), également appelé « bar jauge » ou « bar effectif » en français, et « bar gauge » en anglais (symbole barg), exprime l'écart à la pression atmosphérique normale : 0 bar rel. vaut exactement 101 325 Pa, soit 1,013 25 bar abs. Ces appellations et symboles ne sont pas reconnus par le système SI.
En français, la disparité des appellations amène à privilégier l'appellation anglaise « barg » par opposition à « bara ».
Le bar relatif, ou bar jauge, est souvent utilisé dans l'industrie et dans la vie courante, par exemple pour exprimer la pression d'un réacteur chimique ou de pneus d'automobile. Les qualificatifs relatif et absolu sont souvent omis, le contexte étant suffisant pour comprendre s'il s'agit d'une pression relative ou absolue. L'écart entre pression absolue et pression relative devient négligeable aux hautes pressions : une pression de 10 bar correspond à une surpression en pression absolue comme en pression relative (11 bar absolu). Mais aux basses pressions la différence entre pression relative et pression absolue peut conduire à une erreur d'interprétation des valeurs mesurées :
- en pression absolue 0,9 bar est une légère dépression par rapport à la pression atmosphérique, correspondant à une pression relative d'environ −0,1 bar ;
- en pression relative 0,9 bar est une légère surpression par rapport à la pression atmosphérique, correspondant à une pression absolue d'environ 1,9 bar.

## Utilisation
Le bar est utilisé dans les domaines de la plongée sous-marine, de l'océanographie, de l'industrie en général, et en particulier l'hydraulique industrielle. En météorologie, on utilise surtout sa subdivision, le millibar (symbole mbar), équivalent à l’hectopascal (hPa) dans le Système international.